# Böhmerwald Straße
De Böhmerwald Straße (B 38) is een Landesstraße in de Oostenrijkse deelstaten Neder-Oostenrijk en Opper-Oostenrijk.
De B38 begint aan de Duitse grens ten westen van Kollerschlag en loopt door de deelstaten Neder-Oostenrijk en Opper-Oostenrijk naar Altenburg. De weg is ongeveer 174 km door de regio's Waldviertel en Mühlviertel.

## Routebeschrijving
Neder-Oostenrijk
De B38 begint op een afrit van de B2. De weg slingert in westelijke richting en komt men door Altenburg, Neupölla waar men de B32 kruist, komt men langs de Stausee Ottenstein, een stuwmeer, door Rastenfeld waar de B37 aansluit, men kruist het riviertje de Kamp en komt in Zwettl B36, men kruist de Zwettl waarna in een afrit de B124 aansluit.
Dan komt men in Groß Gerungs waar de B119 aansluit, komt men door Langschlag en kuist men ten oosten van Langschlag het riviertje de Zwettl voor de tweede keer en sluit op een kruising in Karlstift de B41 aan iets verder naar het zuidwesten kruist men de deelstaatgrens met Opper-Oostenrijk.
Opper-Oostenrijk
Men komt nog door Sandl en kruist het riviertje de Maltsch alvorens men de S10 kruist bij afrit Grünbach/Sandl
men steekt het riviertje de Feldaist en sluit in het noordoosten van Freistadt waarna de B38 op een kruising aansluit op de B125 de twee lopen samen door de stad. In het uiterste zuiden van de stad buigt de B38 af naar het noordwesten en vormt de zuidwestelijke rondweg van Freistadt. De weg kruist loopt door Bad Leonfelden waar er een samenloop is met B126. De B38 loopt door Vorderweißenbach, Helfenberg, Haslach an der Mühl, en is er een samenloop met de B127 tot de afrit naar Rohrbach in Oberösterreich, komt men door Oepping, Peilstein im Mühlviertel en Kollerschlag, waarna men de grens met Duitsland bereikt. In Duitsland loopt de B388 verder naar Passau

## Geschiedenis
De geschiedenis van de weg tussen Horn en Freistadt gaat terug tot de middeleeuwen, en volgt de historische Polansteig, een handelsroute door het Waldviertel. De hedendaagse B38 volgt deze route min of meer. Het deel tussen Horn en Zwettl werd in 1866 als Landesstraße van Niederösterreich betiteld. Het deel door Oberösterreich ten westen van Freistadt is voornamelijk in de jaren '30 aangelegd, met een betrekkelijk lage ontwerpstandaard, de B38 voert door alle dorpen.
Na de Anschluß van Oostenrijk bij Nazi Duitsland werd de weg in 1940 als een Landstraße I. Ordnung (L.I.O) betiteld, de L.I.O. 25, die in 1942 echter onderdeel werd van de Reichsstraße 388. De Duitse B388 is hier nog steeds naar genummerd. In 1950 werd het deel tussen Horn en Freistadt een Bundesstraße. Het westelijke deel vanaf Freistadt naar de Duitse grens stond oorspronkelijk bekend als de Sternwald Straße en was ook een Bundesstraße vanaf 1950. Sinds 1983 wordt het gehele deel als de Böhmerwald Straße betiteld.
De B38 is slechts beperkt opgewaardeerd, bijna altijd moet men door de dorpen op de route. Alleen tussen Rastenfeld en Zwettl is de B38 beter uitgebouwd met 2+1 rijstroken over een moderner tracé. Dit was onderdeel van de hoofdweg van Krems naar Zwettl. Op 14 november 2016 opende de westelijke rondweg van Freistadt.
B1 · 
B2 · 
B3 · 
B4 · 
B5 · 
B6 · 
B7 · 
B8 · 
B9 · 
B10 · 
B11 · 
B12 · 
B13 · 
B14 · 
B15 · 
B16 · 
B17 · 
B18 · 
B19 · 
B20 ·  
B21 · 
B22 · 
B23 · 
B24 · 
B25 · 
B26 · 
B27 · 
B28 · 
B29 · 
B30 · 
B31 · 
B32 · 
B33 · 
B34 · 
B35 · 
B36 · 
B37 · 
B38 · 
B39 · 
B40 · 
B41 · 
B42 · 
B43 · 
B44 · 
B45 · 
B46 · 
B47 · 
B48 · 
B49 · 
B50 · 
B51 · 
B52 · 
B53 · 
B54 · 
B55 · 
B56 · 
B57 · 
B58 · 
B59 · 
B60 · 
B61 · 
B62 · 
B63 · 
B64 · 
B65 · 
B66 · 
B67 · 
B68 · 
B69 · 
B70 · 
B71 · 
B72 · 
B73 · 
B74 · 
B75 · 
B76 · 
B77 · 
B78 · 
B79 · 
B80 · 
B81 · 
B82 · 
B83 · 
B84 · 
B85 · 
B86 · 
B87 · 
B88 · 
B89 · 
B90 · 
B91 · 
B92 · 
B93 · 
B94 · 
B95 · 
B96 · 
B97 · 
B98 · 
B99 · 
B100 · 
B105 · 
B106 · 
B107 · 
B108 · 
B109 · 
B110 · 
B111 · 
B113 · 
B114 · 
B115 · 
B116 · 
B117 · 
B119 · 
B120 · 
B121 · 
B122 · 
B123 · 
B124 · 
B125 · 
B126 · 
B127 · 
B129 · 
B130 · 
B131 · 
B132 · 
B133 · 
B134 · 
B135 · 
B136 · 
B137 · 
B138 · 
B139 · 
B140 · 
B141 · 
B142 · 
B143 · 
B144 · 
B145 · 
B146 · 
B147 · 
B148 · 
B149 · 
B150 · 
B151 · 
B152 · 
B153 · 
B154 · 
B155 · 
B156 · 
B158 · 
B159 · 
B160 · 
B161 · 
B162 · 
B163 · 
B164 · 
B165 · 
B166 · 
B167 · 
B168 · 
B169 · 
B170 · 
B171 · 
B172 · 
B173 · 
B174 · 
B175 · 
B176 · 
B177 · 
B178 · 
B179 · 
B180 · 
B181 · 
B182 · 
B183 · 
B184 · 
B185 · 
B186 · 
B187 · 
B188 · 
B189 · 
B190 · 
B191 · 
B192 · 
B193 · 
B197 · 
B198 · 
B199 · 
B200 · 
B201 · 
B202 · 
B203 · 
B204 · 
B205 · 
B209 · 
B210 · 
B211 · 
B212 · 
B213 · 
B214 · 
B215 · 
B216 · 
B217 · 
B218 · 
B219 · 
B220 · 
B221 · 
B222 · 
B223 · 
B224 · 
B225 · 
B226 · 
B227 · 
B228 · 
B229 · 
B230 · 
B303 · 
B305 · 
B309 · 
B310 · 
B311 · 
B316 · 
B317 · 
B319 · 
B320